# کاهش ولتاژ
کاهش ولتاژ یا براون‌اوت (به انگلیسی: Brownout) اصطلاحی در سیستم‌های قدرت است و به شرایطی گفته می‌شود که ولتاژ شبکه کمتر از میزان نرمال است که منجر به صدمه‌دیدن یا از کار افتادن وسایل مصرف‌کننده می‌شود. این اصطلاح در کنار بلک‌اوت مطرح می‌شود که به معنای خاموشی کامل شبکه است.
بران‌اوت و بلک‌اوت حاصل کمبود میزان تولید نسبت به تقاضای شبکهٔ برق هستند.
در شرایط عادی یک سامانهٔ قدرت برای ولتاژ حدود ۱۰٪ و برای فرکانس حدود ۳٪ تولرانس در نظر گرفته می‌شود اما با خارج شدن یک نیروگاه بزرگ یا یک خط انتقال یا یک ترانسفورماتور مهم، ممکن است این حدود زیر پا گذاشته شوند. اگر در شبکه افت ولتاژ در حد چند سیکل به وجود آید فرورفتگی یا فلش ولتاژ رخ داده (که عکس این حالت یعنی افزایش لحظه‌ای ولتاژ برآمدگی ولتاژ نامیده می‌شود) و در بران‌اوت در واقع شاهد فلش ولتاژ نسبتاً پایا در شبکه هستیم و بران‌اوت نسبت به فلش ولتاژ مدت زیادتری ادامه می‌یابد.
براون‌اوت حالت عکس ولتاژ ضربه در شبکه است و ممکن است از چندین ثانیه تا چندین دقیقه و گاه تا چندین ساعت نیز ادامه داشته باشد. میزان افت ولتاژ یک بران‌اوت معمولی می‌تواند در حدود ۵۰٪ ولتاژ نامی شبکه باشد و در صورتی که چاره‌ای برای آن اندیشده نشود می‌تواند نهایتاً منجر به خاموشی کامل (بلک‌اوت) شود.
شرایط برون‌اوت را می‌توان برای آزمایش به وسیلهٔ یک ترانسفورماتور متغیر (واریاک) یا یک منبع ولتاژ برنامه‌پذیر شبیه‌سازی کرد.

## اثرات نامطلوب
براون‌اوت می‌تواند به تجهیزات الکتریکی آسیب برساند. بسیاری از موتورهای جریان متناوب و برخی از موتورهای جریان مستقیم بر اثر براون‌اوت از چرخش بازمی‌مانند که موجب تولید گرما و آسیب‌دیدن عایق‌بندی درونشان می‌شود که خود احتمال بروز شوک الکتریکی را بالا می‌برد. به همین سبب بسیاری از موتورهای الکتریکی دارای تجهیزات حفاظتی‌ای هستند که در صورت افت ولتاژ بیش از مقدار تعیین‌شده موتور را برای مدت معینی از مدار خارج می‌کنند؛ این موضوع می‌تواند اثرات اقتصادی نامطلوبی برای تولیدکنندگان داشته باشد. در زمان براون‌اوت نور چراغ‌ها افت می‌کند یا موجب سوسوزدن‌شان می‌شود و بسیاری از ابزارهای دیجیتالی به کلی از کار می‌افتادند یا رفتار غیرقابل پیش‌بینی از خود نشان می‌دهند.

## واژه‌نامه
1. ↑  sag
2. ↑  voltage swell